# Élection présidentielle américaine de 1976
L'élection présidentielle américaine de 1976 est la quarante-huitième de l’histoire des États-Unis. Elle intervient à la suite du scandale du Watergate, qui a contraint à la démission le président Richard Nixon deux ans après sa confortable réélection de 1972.
Devenu vice-président, Gerald Ford accède ainsi à la présidence du pays en août 1974, sans avoir jamais été élu président ou vice-président. Sa popularité pâtit de la grâce accordée à son prédécesseur et d'une économie fragilisée par le contexte international ; il manque de peu d'échouer aux primaires républicaines face à Ronald Reagan.
Désigné candidat du Parti démocrate alors qu'il était quasi-inconnu du grand public, l'ancien gouverneur de Géorgie Jimmy Carter s'affiche comme un réformateur « non corrompu » par Washington. Un temps donné battu avec plus de 30 points de retard, Gerald Ford rattrape progressivement son retard grâce au premier débat télévisé et à des gaffes de son adversaire,,.
Jimmy Carter l'emporte finalement de justesse, avec 297 grands électeurs et 50,1 % des suffrages exprimés, grâce aux voix du Sud profond – une première pour un candidat démocrate depuis 1944 – et à une courte avance dans les États charnière de l'Ohio et du Wisconsin. Aussi bien au niveau du collège électoral que du vote populaire, cette élection est la plus serrée depuis celle de 1916.

## Candidats
Le président des États-Unis en exercice est Gerald Ford, devenu vice-président de Nixon après la démission de Spiro Agnew. En conséquence, celui qui occupe la Maison-Blanche en 1976 n'a pas été élu par le peuple américain quatre ans plus tôt, mais nommé par le président, nomination confirmée par le Congrès des États-Unis au début de l'année 1974. Lors des élections primaires républicaines, Ronald Reagan, ancien gouverneur de Californie, dispute âprement l'investiture républicaine au président sortant.
Dans le camp démocrate, le gouverneur de Géorgie, le sudiste et relativement inconnu Jimmy Carter, et son colistier nordiste Walter Mondale, promettent avec optimisme de réformer le pays et d'en finir avec la corruption.
C'est de justesse que les démocrates, en remportant le sud, gagnent la Maison-Blanche pour quatre ans. Il s'agit de l'élection présidentielle la plus serrée depuis celle de 1916.

## Conditions d'éligibilité
Ne peuvent se présenter, selon l'article II section première de la Constitution, que les citoyens américains:
- Américains de naissance ;
- âgés d'au moins 35 ans ;
- ayant résidé aux États-Unis depuis au moins 14 ans.

Depuis l'adoption du XXIIe amendement en 1947 par le Congrès et sa ratification en 1951, les anciens présidents qui ont déjà été élus deux fois ne sont plus éligibles.

## Nominations

### Parti démocrate

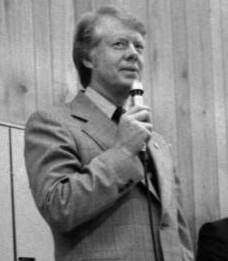
Jimmy Carter, ancien gouverneur de Géorgie.
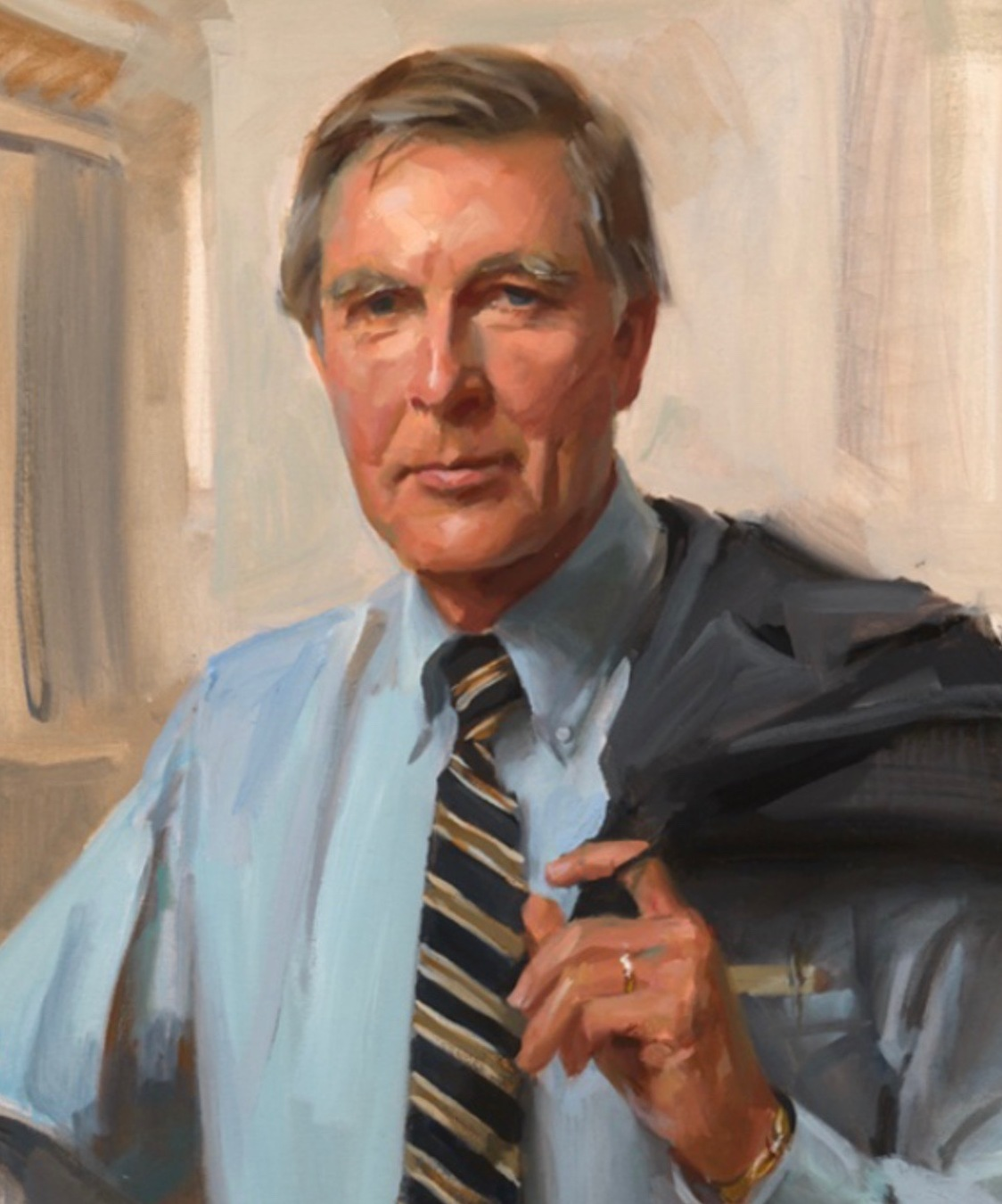
Mo Udall, représentant de l'Arizona.
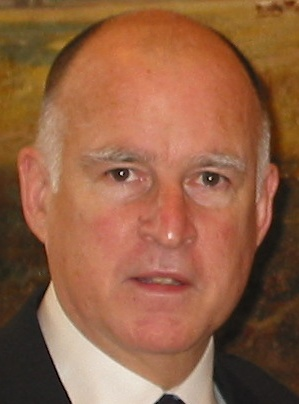
Jerry Brown, gouverneur de Californie.
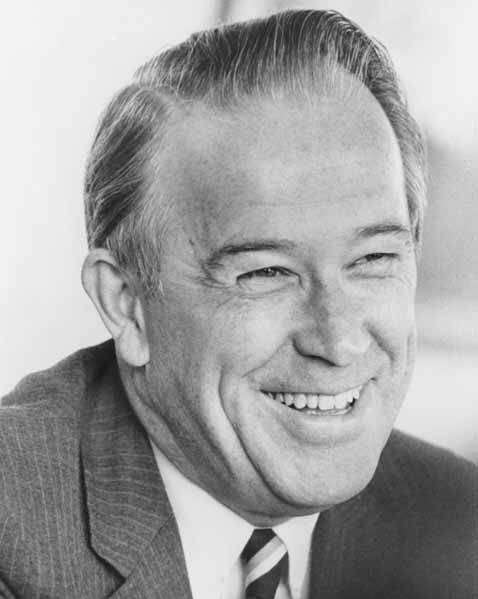
Henry M. Jackson, sénateur de l'État de Washington.
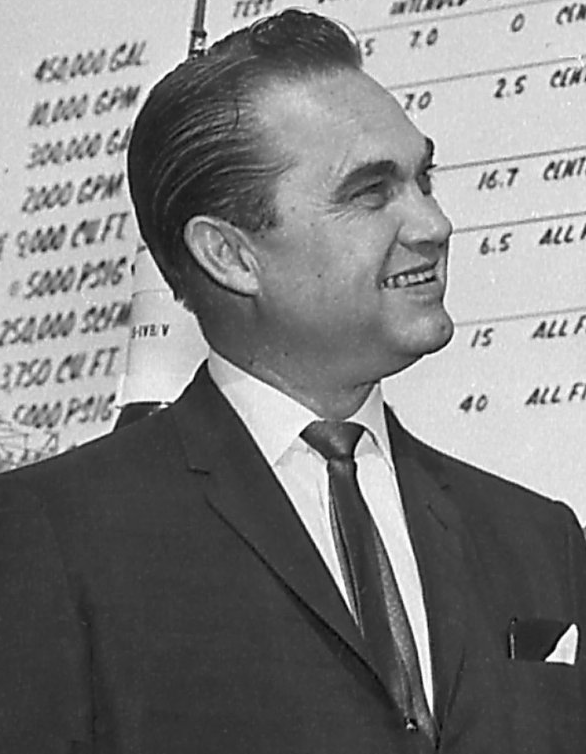
George Wallace, gouverneur de l'Alabama.
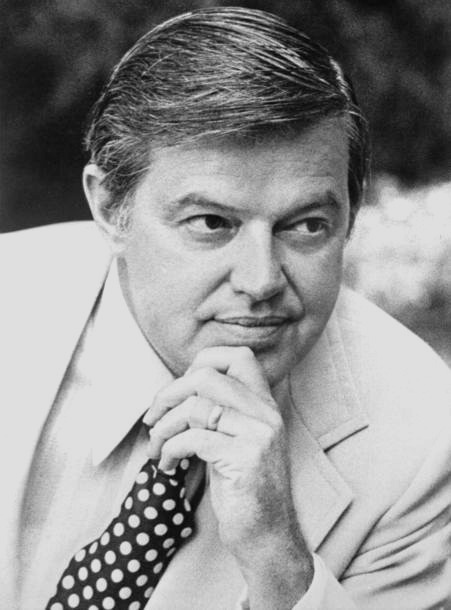
Frank Church, sénateur de l'Idaho.
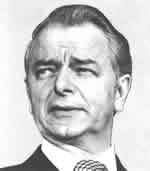
Robert Byrd, sénateur de Virginie-Occidentale.
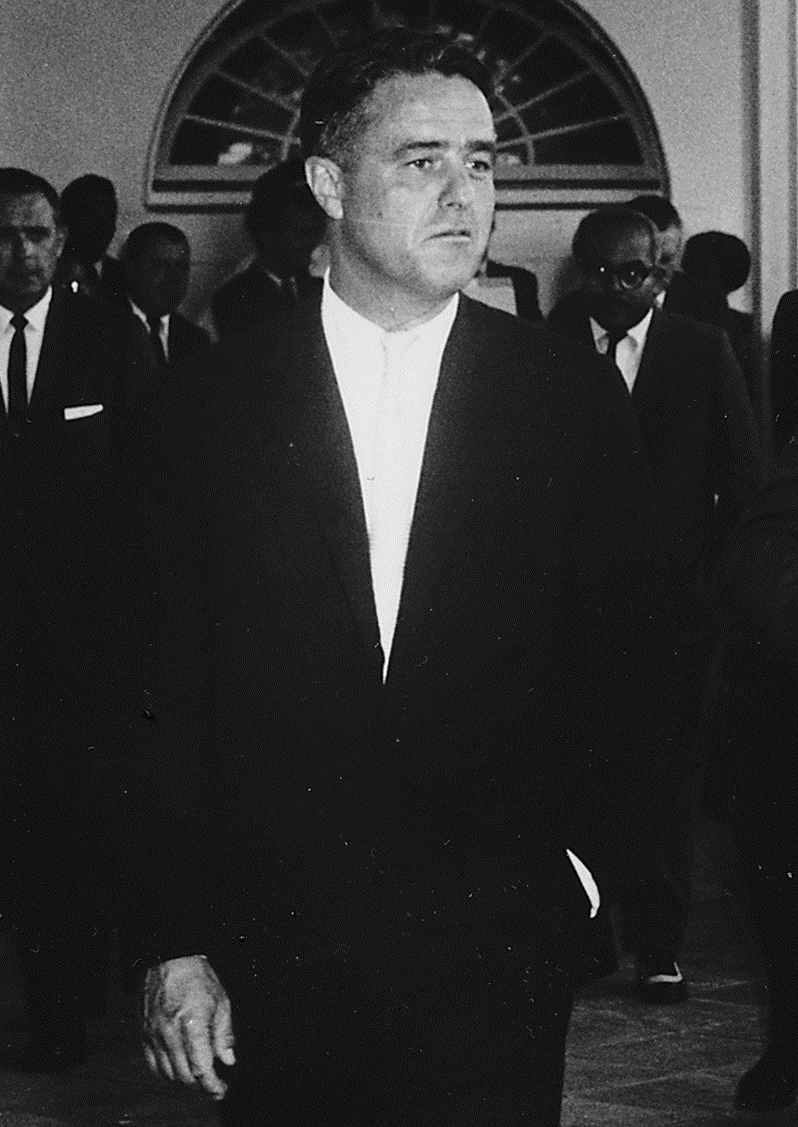
Sargent Shriver, premier directeur du Corps de la paix.
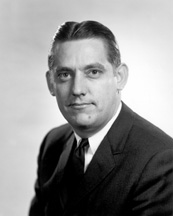
Fred Harris, ancien sénateur de l'Oklahoma.
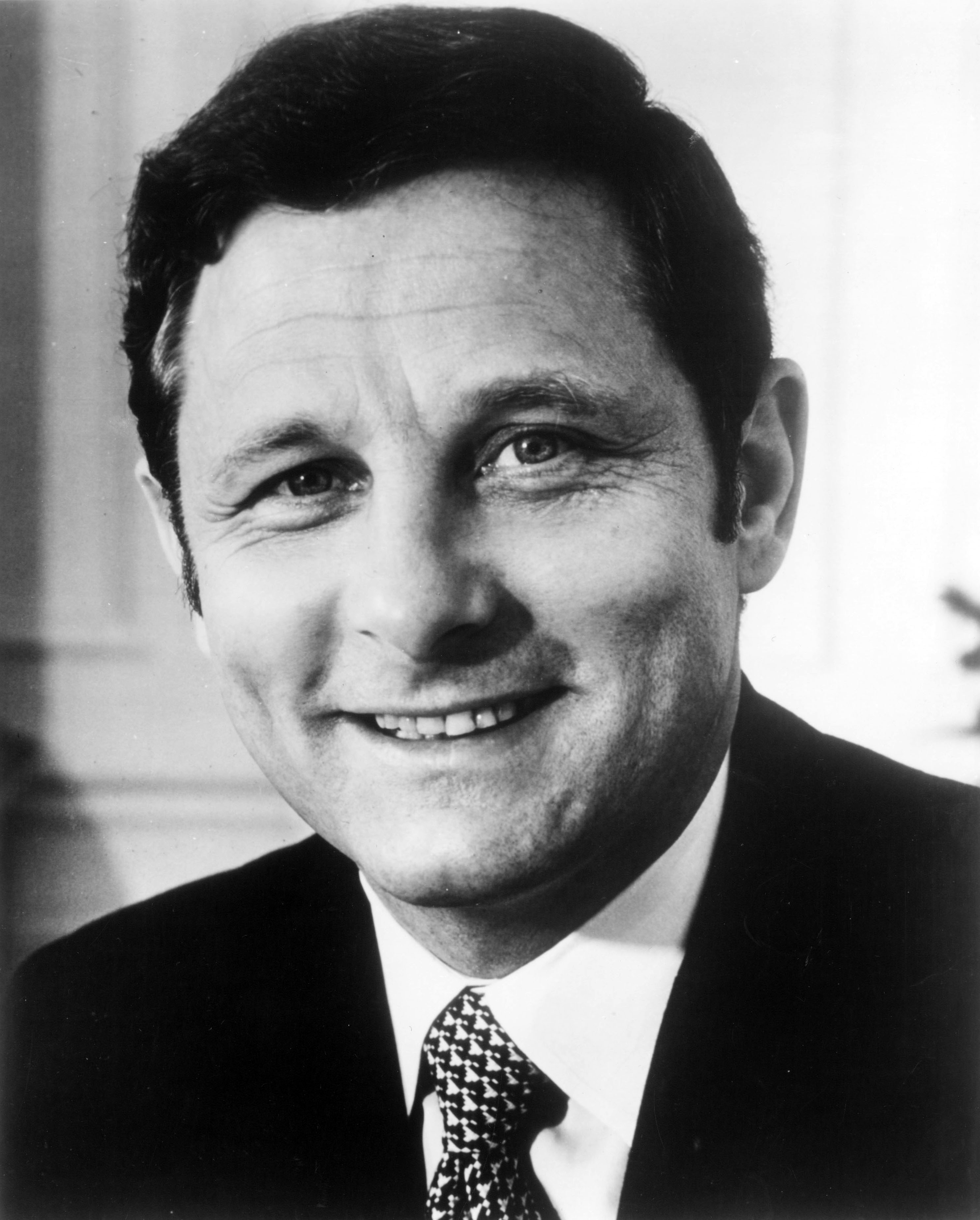
Birch Bayh, sénateur de l'Indiana.
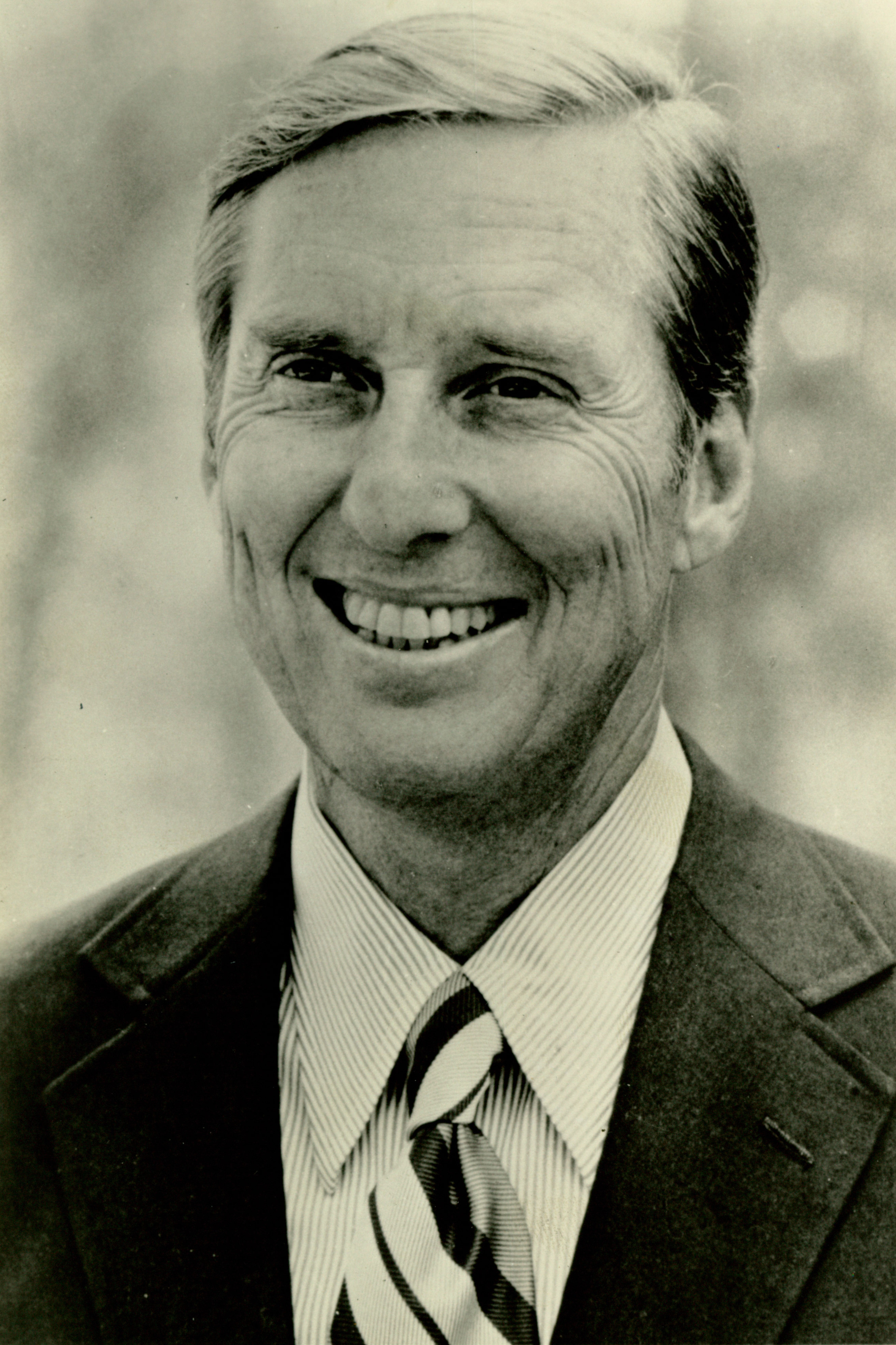
Lloyd Bentsen, sénateur du Texas.
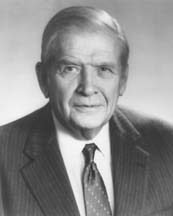
Terry Sanford, ancien gouverneur de Caroline du Nord.

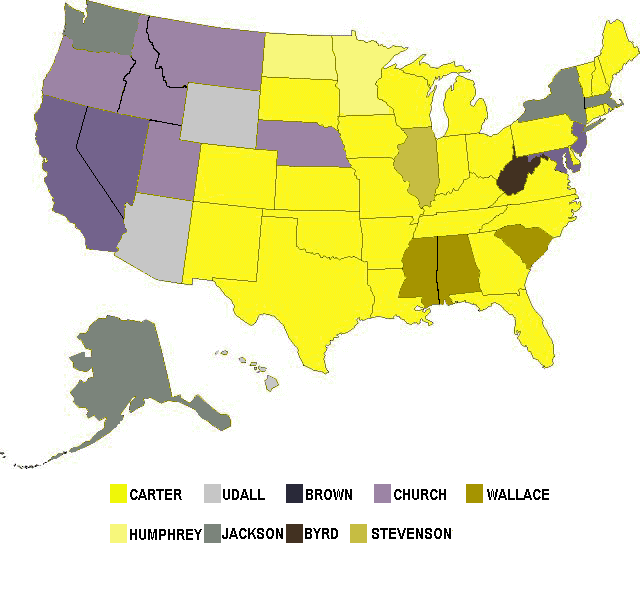
Vainqueur par État.

L'année 1976 est marquée par une affluence de candidats lors des élections primaires démocrates, marquant toutes les tendances, de l'extrême droite sudiste au progressisme de Californie. C'est un quasi-inconnu, Jimmy Carter, qui parvient à émerger de la liste des prétendants en martelant un message teinté d'optimisme, de références religieuses, de promesse de changement et de nouveaux visages. Il a la particularité d'être un nouveau type de démocrate sudiste, favorable à la déségrégation des écoles et à l'intégration des Afro-Américains dans l'administration.
Arrivé deuxième lors du caucus de l'Iowa, il arrive premier lors de la primaire du New Hampshire, un État nordiste. Progressivement, il élimine un par un ses rivaux, parvenant à écraser son principal rival sudiste, l'ex-ségrégationniste George Wallace lors des élections primaires de Caroline du Nord avant de se débarrasser de son rival nordiste le plus sérieux, le sénateur Henry M. Jackson lors des primaires de Pennsylvanie.
Après la primaire du Wisconsin qui a emporté le progressiste Mo Udall, un mouvement tout sauf Carter organisé autour de Frank Church et de Jerry Brown, tenta de fédérer les démocrates du nord et de l'ouest, estimant le gouverneur de Géorgie trop conservateur pour le parti mais il est trop tard pour empêcher Jimmy Carter d'obtenir la nomination du parti.

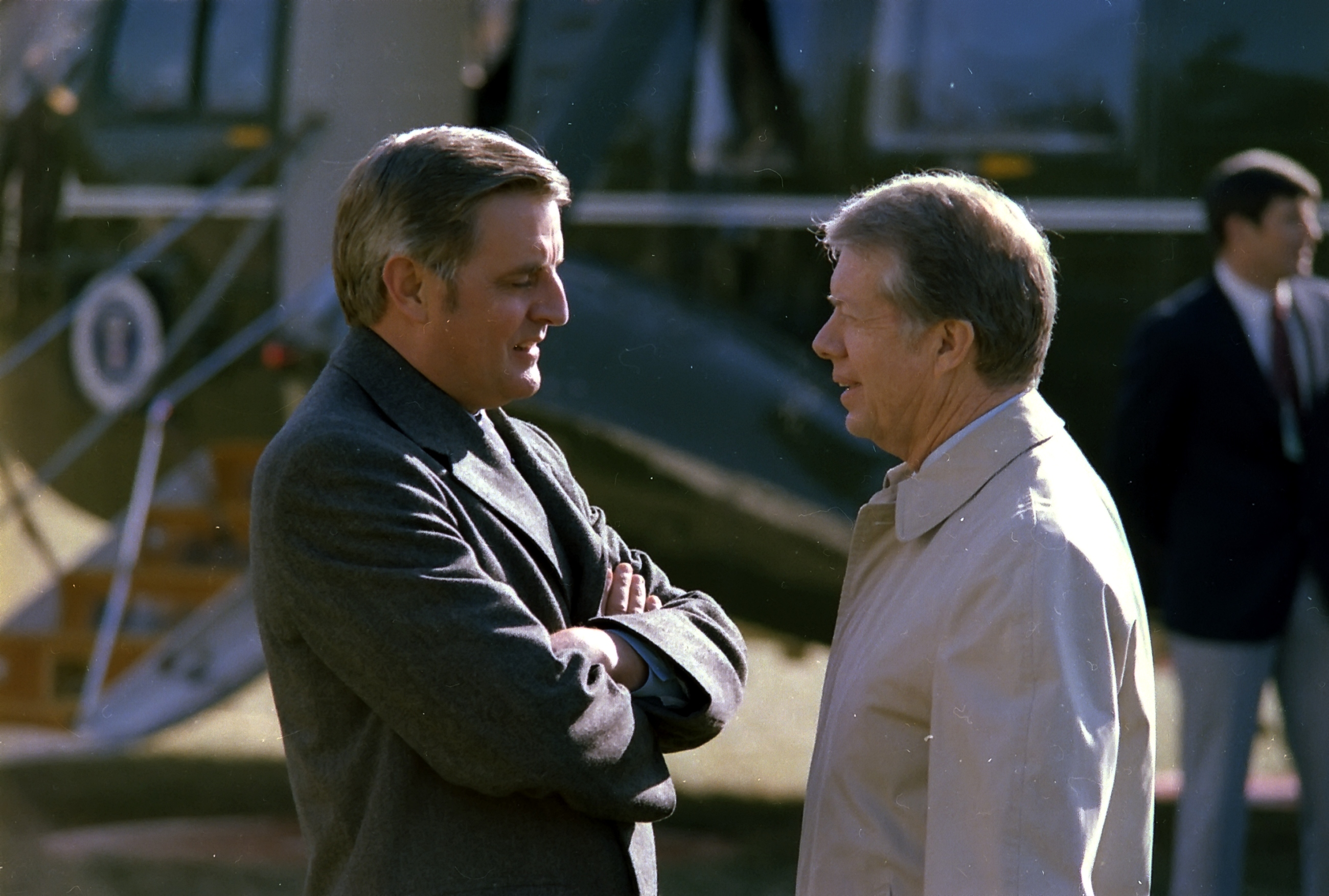
Walter Mondale et Jimmy Carter.

La convention démocrate se déroule à New York.
Assuré d'être nommé, ayant obtenu la majorité absolue du nombre de délégués lors des primaires, le but de la convention est surtout d'assurer l'unité du parti et de ne pas réitérer les erreurs des conventions de 1968 et 1972.
Après avoir remporté la nomination dès le premier tour, Carter nomma alors le sénateur progressiste du Minnesota, Walter Mondale, protégé de Hubert Humphrey, comme son colistier pour être le candidat à la vice-présidence.
À la sortie de la convention démocrate, Carter bénéficie alors d'une avance de 33 points sur Ford dans les sondages.

### Parti républicain
La nomination républicaine s'est disputée entre deux candidats, l'un représentant l'aile progressiste du parti tandis que l'autre représentait son aile conservatrice :

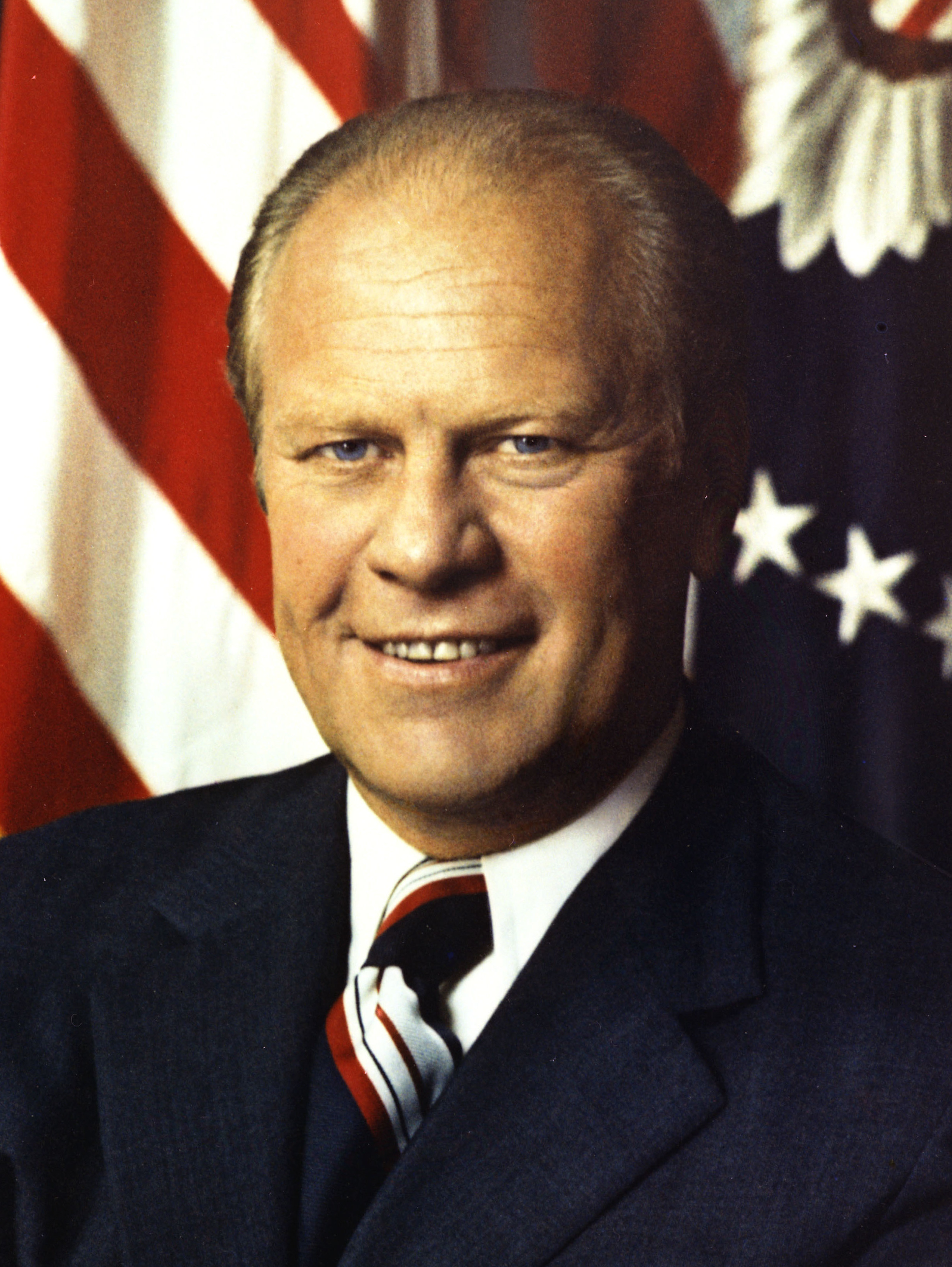
Gerald Ford, président des États-Unis.
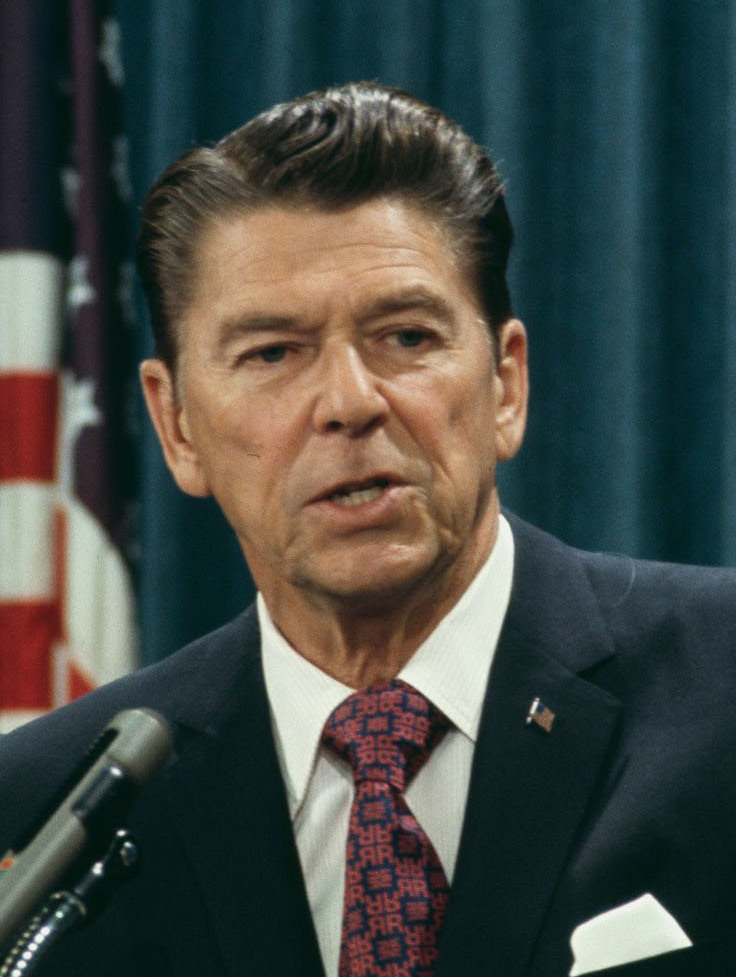
Ronald Reagan, ancien gouverneur de Californie.

Ronald Reagan était le candidat des conservateurs qui reprochaient à Ford la perte du Sud-Vietnam aux communistes, ses négociations pour le retrait du contrôle américain sur le canal de Panama et pour ce qu'ils percevaient comme de la mollesse dans les négociations bilatérales avec l'URSS. Il a également la particularité de n'avoir jamais été désigné par la base républicaine pour occuper la fonction de président ni celle de vice-président.

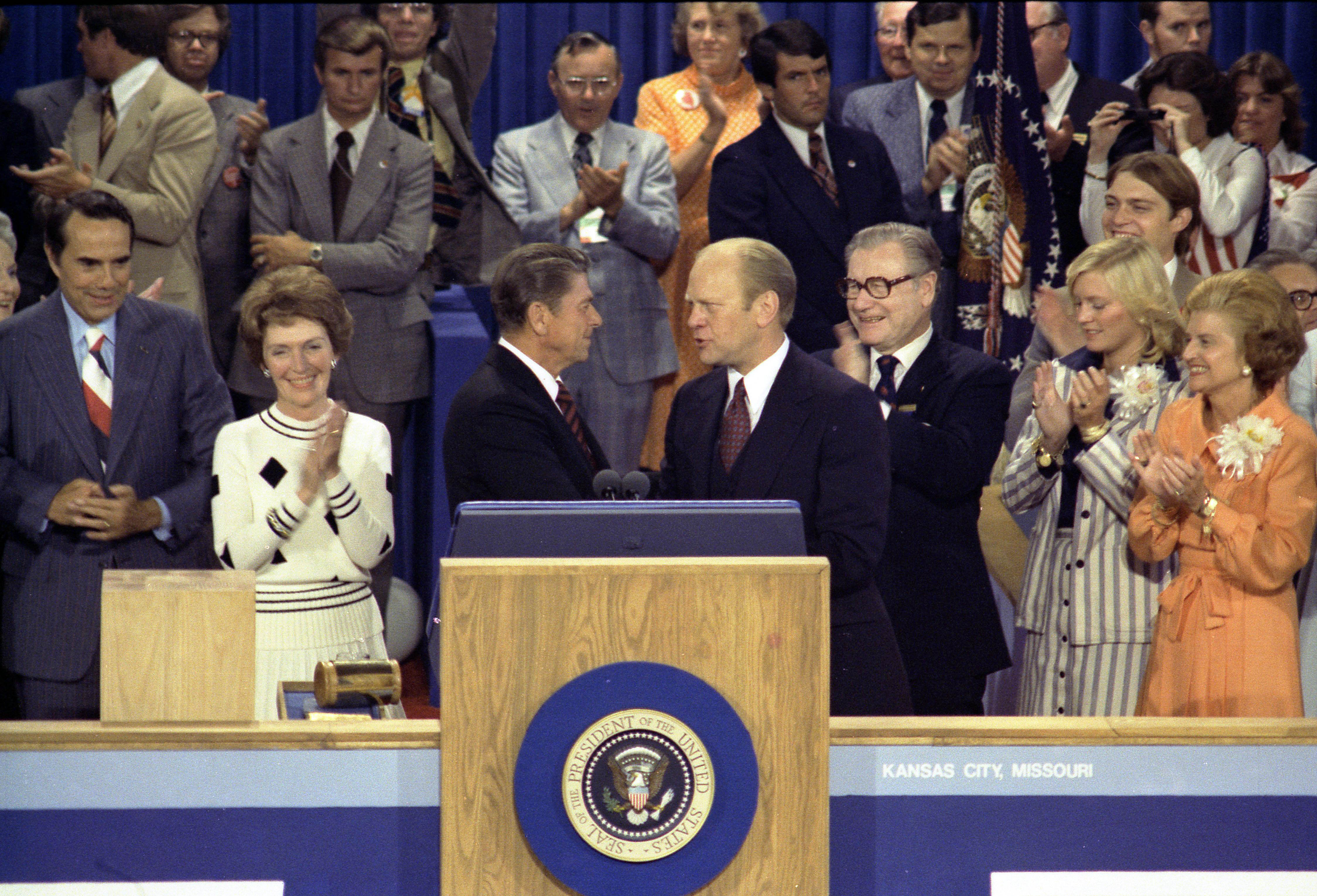
La convention nationale républicaine de 1976 au Kemper Arena à Kansas City. En arrière-plan, à gauche, Bob Dole et Nancy Reagan. Au premier plan, Ronald Reagan serrant la main de Gerald Ford. En arrière-plan à droite, le vice-président Nelson Rockefeller accompagné de Susan Ford et Betty Ford.

Défiant les prévisions, Ford l'emporte cependant de justesse contre Reagan lors de l'élection primaire du New Hampshire et s'impose encore par la suite en Floride et dans l'Illinois.
Reagan parvint à s'imposer néanmoins en Caroline du Nord, au Texas et dans quelques autres États. À la veille de l'ouverture de la convention nationale républicaine en août 1976, les deux hommes sont ainsi au coude à coude dans le nombre de délégués obtenus.
Quand la convention débute, Ford mène de quelques délégués mais n'a pas de majorité absolue. Dans l'espoir de s'adjoindre des délégués républicains modérés du nord, Reagan annonce que son colistier sera le sénateur Richard Schweiker de Pennsylvanie, un progressiste. Cependant son annonce lui aliène beaucoup de conservateurs alors que peu de modérés le rejoignent. Lors du vote, aidé par cette erreur stratégique de Reagan, Ford parvient à remporter la nomination dès le premier tour avec quelques voix au-dessus de la majorité absolue.
Le choix de Ford comme colistier se porte sur le sénateur Bob Dole du Kansas au lieu de Nelson Rockefeller, le vice-président en cours. Dole est la caution conservatrice que n'était pas Rockefeller, un libéral de la côte est. Lors de son discours de soutien à Ford, l'éloquence de Reagan est telle qu'elle éclipse la prestation du président candidat.

## Autres
Aux candidats des deux grands partis s'ajoutent les candidats de petits partis tiers. Parmi ceux-ci, il faut mentionner la candidature dissidente du démocrate pacifiste Eugene McCarthy, du démocrate sudiste Lester Maddox et de Roger MacBride pour le Parti libertarien. Peter Camejo candidat du Parti socialiste des travailleurs obtient 90 986 voix.

## Campagne présidentielle

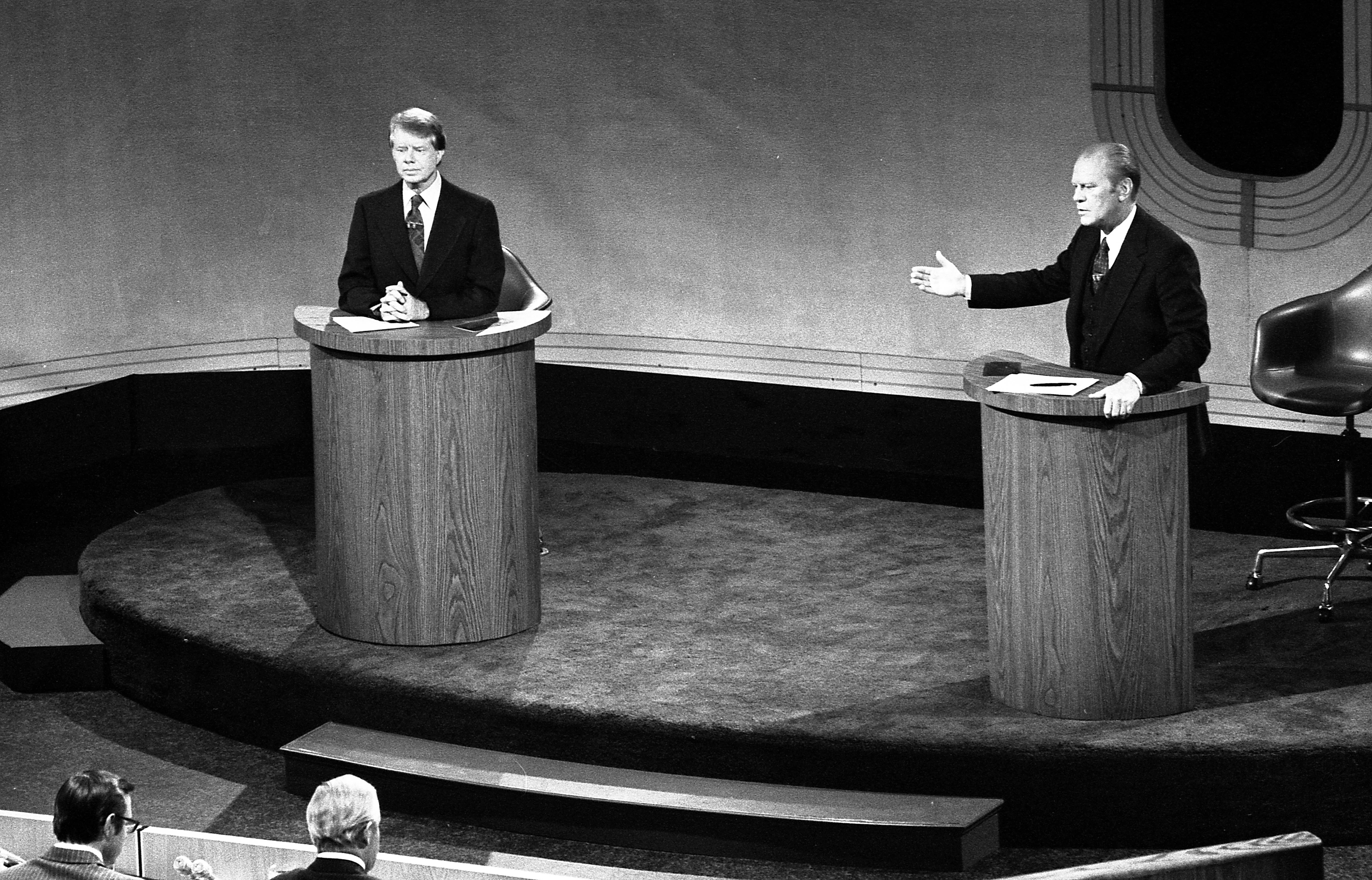
Carter et Ford lors du débat présidentiel.

Lors de la campagne électorale, Ford a l'avantage de cultiver son profil présidentiel et consensuel en présidant les cérémonies du bicentenaire américain. Il est notamment médiatisé au moment des fêtes du 4 juillet et lors de la réception de la reine Élisabeth du Royaume-Uni et du prince Philip.
Jimmy Carter se présente de son côté comme un réformiste, étranger aux scandales politiques de Washington. Son message passe d'autant mieux que le scandale du Watergate est dans les mémoires. Il parvient à faire rejaillir le discrédit de l'administration de Richard Nixon sur celle de Gerald Ford et sur le président lui-même en pointant la grâce présidentielle octroyée par Ford à Nixon.
L'avance de Carter dans les sondages monte, par palliers spectaculaires, jusqu'à 33 points à la fin juillet, pour revenir à 18 points à la fin août et ensuite fondre en deux mois: le 2 novembre 1976, veille du scrutin, Ford a finalement refait tout son retard.
L'avance de Carter fond, en deux temps, après deux fautes stratégiques, qu'il reconnait lui-même : 
- le scandale créé par sa promesse d'amnistier les déserteurs de la guerre du Viêt Nam[4];
- l'interview au magazine Playboy[6], où il parle d'attirance pour d'autres femmes que la sienne, y revenant maladroitement peu près dans le deuxième débat télévisé[6].

Voyant Jimmy Carter toujours un peu en avance dans les sondages, le magazine Playboy décide de sortir l’interview le 22 septembre, au moment du second débat plutôt qu'en octobre comme prévu. Pendant le débat, Carter se sent obligé d’en parler lui-même. Résultat, il perd ses 15, 16, 17 points d’avance dans les sondages
Lors de ce second débat, Ford commet lui une bourde en déclarant que « l'influence soviétique est inexistante en Europe de l'Est » et qu'elle le restera s'il est élu. Le président maintient cette déclaration qui va lui aliéner une partie du vote conservateur. De son côté, Bob Dole accuse les démocrates d'être responsables de l'impréparation militaire de l'armée dans l'ensemble des guerres modernes dans lesquelles ont été engagées les États-Unis, par les démocrates, au XXe siècle, citant ainsi les deux guerres mondiales, la guerre de Corée et celle du Vietnam.

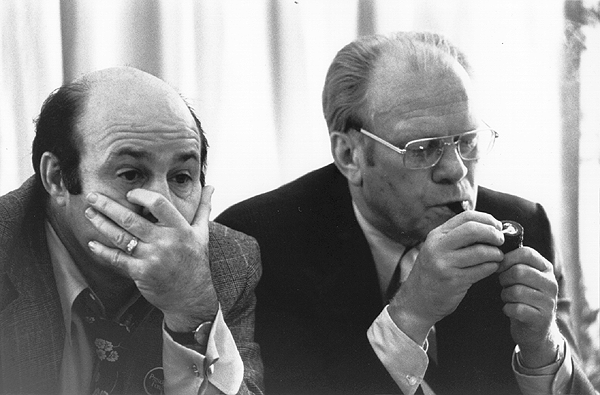
Joe Garagiola et Gerald Ford, le soir des élections.

L'élection a lieu le 2 novembre 1976. Il fallut attendre le matin du 3 novembre pour que les médias puissent proclamer la victoire de Carter. Celle-ci lui est acquise quand le Mississippi lui est attribué, lui permettant ainsi d'obtenir plus de la moitié des votes des grands électeurs. Jimmy Carter l'emporte avec un avantage de deux points sur le président sortant, 297 grands électeurs et la victoire dans 23 États contre 240 grands électeurs et 27 États à Ford.
Cette élection est alors la plus serrée depuis l'étroite victoire de Woodrow Wilson en 1916. La victoire de Jimmy Carter lui est acquise grâce aux votes des États du Sud où il fait le plein des voix (à l'exception de la Virginie) et aux États remportés de justesse dans plusieurs États du Nord-Est comme New York, la Pennsylvanie et l'Ohio. Géographiquement, si l'Est s'est divisé, le Sud s'est rallié à Carter tandis que la quasi-totalité des États de l'Ouest votaient pour Ford (à l'exception d'Hawaï).
Gerald Ford est ainsi resté comme étant le seul président américain à n'avoir jamais remporté une élection présidentielle, que ce soit au vote populaire ou en termes de grands électeurs, que ce soit en tant que candidat à la présidence ou que candidat à la vice-présidence. Il est aussi le 2e président, après Nixon en 1960, à remporter la majorité des États mais à perdre quand même l'élection présidentielle.

## Résultats
| Inscrits                 | Inscrits                 | Inscrits                 | 152 309 190 |             |  |  |
| Abstentions              | Abstentions              | Abstentions              | 70 705 844  | 46,42 %     |  |  |
| Votants                  | Votants                  | Votants                  | 81 603 346  | 53,58 %     |  |  |
|                          |                          |                          |             |             |  |  |
| Bulletins enregistrés    | Bulletins enregistrés    | Bulletins enregistrés    | 81 603 346  |             |  |  |
| Bulletins blancs ou nuls | Bulletins blancs ou nuls | Bulletins blancs ou nuls | 62 566      | 0,08 %      |  |  |
| Suffrages exprimés       | Suffrages exprimés       | Suffrages exprimés       | 81 540 780  | 99,92 %     |  |  |
|                          |                          |                          |             |             |  |  |
|                          | Candidat                 | Parti                    | Suffrages   | Pourcentage |  |  |
|                          | Jimmy Carter             | Parti démocrate          | 40 831 881  | 50,08 %     |  |  |
|                          | Gerald Ford              | Parti républicain        | 39 148 634  | 48,01 %     |  |  |
|                          | Autres candidats         | -                        | 1 560 265   | 1,91 %      |  |  |

| Inscrits                 | Inscrits                 | Inscrits                 | 538       |             |  |  |
| Abstentions              | Abstentions              | Abstentions              | 0         | 0 %         |  |  |
| Votants                  | Votants                  | Votants                  | 538       | 100 %       |  |  |
|                          |                          |                          |           |             |  |  |
| Bulletins enregistrés    | Bulletins enregistrés    | Bulletins enregistrés    | 538       |             |  |  |
| Bulletins blancs ou nuls | Bulletins blancs ou nuls | Bulletins blancs ou nuls | 0         | 0 %         |  |  |
| Suffrages exprimés       | Suffrages exprimés       | Suffrages exprimés       | 538       | 100 %       |  |  |
|                          |                          |                          |           |             |  |  |
|                          | Candidat                 | Parti                    | Suffrages | Pourcentage |  |  |
|                          | Jimmy Carter             | Parti démocrate          | 297       | 55,2 %      |  |  |
|                          | Gerald Ford              | Parti républicain        | 240       | 44,61 %     |  |  |
|                          | Ronald Reagan            | Parti républicain        | 1         | 0,19 %      |  |  |

L'année 1976 est la dernière élection présidentielle à ce jour où un candidat démocrate a remporté les États du Texas, de l'Alabama, du Mississippi et de Caroline du Sud.

## Chronologie
- 15 mars 1976 : Jacques Chirac sort la France du SME, Crise monétaire européenne de l'année 1976;
- 16 mars 1976 : démission surprise du Premier ministre du Royaume-Uni Harold Wilson ;
- 28 juin à Porto Rico : Sommet du G7 de 1976 réunissant des « pays très inquiets de la crise » monétaire, alors que les recommandations du sommet de Rambouillet semblent peu suivies
- mi-juillet 1976: la presse rapporte les propos du chancelier ouest-allemand Helmut Schmidt, selon lesquels quatre des pays participants au sommet de Porto Rico ont décidé de n'apporter aucune aide économique à l'Italie si les communistes participent au gouvernement dans ce pays[11].
- 28 août 1976: chute de Jimmy Carter dans les sondages après avoir proposé l'amnistie des déserteurs du Vietnam[12],
- août 1976 : le Premier ministre français Jacques Chirac démissionne, remplacé par Raymond Barre ;
- 22 septembre 1976: chute de Jimmy Carter dans les sondages après l'interview au magazine Playboy[6].